# سوکولووو (صربستان)
سوکولووو (به صربی: Sokolovo) یک منطقهٔ مسکونی در صربستان است که در لازارواتس واقع شده‌است. سوکولووو ۶٫۳۴ کیلومتر مربع مساحت و ۵۶۲ نفر جمعیت دارد و ۱۴۰ متر بالاتر از سطح دریا واقع شده‌است.